# Palica (broń)
Palica – lekka, gięta laska, wyrabiana przez polskich górali z korzenia drzewa leszczynowego. Kolisty kształt uchwytu palica zawdzięcza gotowaniu końcówki, a następnie jej oginaniu w prawidle.